# Matthiola incana subsp. incana
Matthiola incana subsp. incana é uma subespécie de planta com flor pertencente à família Brassicaceae. 
A autoridade científica da subespécie é (L.) R. Br., tendo sido publicada em W.T. Aiton, Hort. Kew. ed. 2 4: 119 (1812).
Os seus nomes comuns são goiveiro-encarnado ou goivo-encarnado.

## Portugal
Trata-se de uma subespécie presente no território português, nomeadamente em Portugal Continental e no Arquipélago dos Açores.
Em termos de naturalidade é introduzida nas duas regiões atrás indicadas.

## Protecção
Não se encontra protegida por legislação portuguesa ou da Comunidade Europeia.